# اردال ارزنجان
اردال ارزینجان (Erdal Erzincan) (زاده ۱۹۷۱ ارزروم) یک هنرمند موسیقی محلی ترکیه است.

## زندگی
او از دوران کودکی شروع به مشاهده فولکلور منطقه ای کرد که در آن زندگی می‌کرد و در آن سن باغلاما را ملاقات کرد. او در سال ۱۹۸۱ در استانبول اقامت گزید و در سال ۱۹۸۵ در دوره موسیقی Arif Sağ شروع به تحصیل کرد.
در سال ۱۹۸۹ وارد کنسرواتوار دولتی موسیقی ترکیه ITU، گروه علوم پایه شد و در همان دوره؛ او تحقیقاتی در مورد Baglama Without Tins (شلپ) انجام داد. پایان‌نامه او در دانشگاه؛ او کاربرد تکنیک ضربه زدن با انگشت را در باغلاما و نت نویسی ارائه کرد.

## آثار

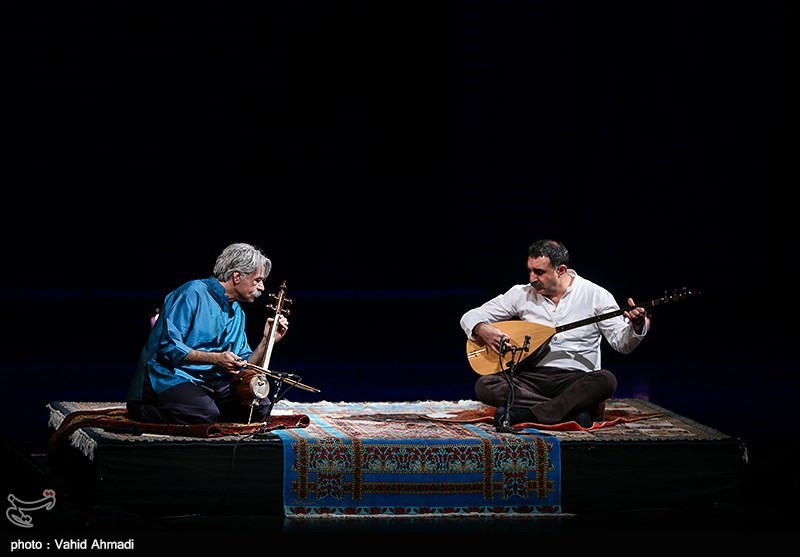
همنوازی اردال ارزنجان و کیهان کلهر. اسفند ۹۶

پس از اولین آلبوم انفرادی او به نام توره (Töre) که به ترتیب در سال ۱۹۹۴ منتشر شد. آلبوم‌های انفرادی او غاریپ، غوربت یوللاردا، آنادولو (سازنده)، آل مندیل، کاروان، گیرفتار، Girdab-ı Mihnet, Karasu, Döngü، İki Telin Trail و همچنین آهنگ‌های محلی عشق ما با تولگا ساگ و اسماعیل اوزدن هستند. آهنگ‌های محلی عشق ما ۲ با تولگا ساگ و یلماز چلیک. به همراه Tolga Sağ، Yılmaz Çelik و Muharrem Temiz آلبوم آنها با نام Türküsü Sevdamiz 3 منتشر شد.
در سال ۱۹۹۶ در کلن با Arif Sağ و Erol Parlak با حمایت رئیس‌جمهور رومن هرتزوگ. او با ارکستر فیلارمونیک کلن به رهبری بتین گونش کنسرتی برگزار کرد. رپرتوار این کنسرت: به صورت آلبوم با نام «کنسرتو برای باگلاما» منتشر شد. در سال ۲۰۰۰ با Mercan Erzincan، هنرمند و معلمی مانند خودش ازدواج کرد و یک فرزند دارد.
در وین در نیمه اول سال ۲۰۰۴; او با حمایت هاینس فیشر، رئیس‌جمهور اتریش، کنسرتی را در Wiener Konzerthaus همراه با ارکستر سمفونیک Ambassade به رهبری راسل مک گرگور برگزار کرد. او در این کنسرت بسیاری از قطعات موسیقی کلاسیک آناتولی و غربی را با ارکستر سمفونیک سفیر نواخت.
در پاییز ۱۳۸۳ با کیهان کلهر نوازنده کمانچه ایرانی کنسرت‌هایی برگزار کرد و آلبومی به نام باد تهیه کرد.
او بیش از بیست سال است که همچنان دانش و تجربیات خود را در دوره موسیقی که نام او را به خود اختصاص داده‌است با شاگردانش به اشتراک می‌گذارد. او کنسرت‌های مختلفی را در ترکیه و خارج از کشور با ارکستر اردال ارزینجان باغلاما متشکل از ۲۵ هنرجو برگزار کرد و در سال ۲۰۱۳ آلبومی به نام ارکستر اردال ارزینجان باغلاما منتشر کرد.
او در سال ۲۰۰۹ دو جلدی «روش باغلاما» را که با عارف ساغ تهیه کرده بود و کتاب «تصنیف‌هایی برای باغلاما» متشکل از ساخته‌های خودش را در سال ۲۰۱۹ منتشر کرد.
کارهای مشترک او با کیهان کلهر از محبوبیت خاصی میان طرفداران موسیقی برخوردار است.